# St. Margareta (Lissingen)

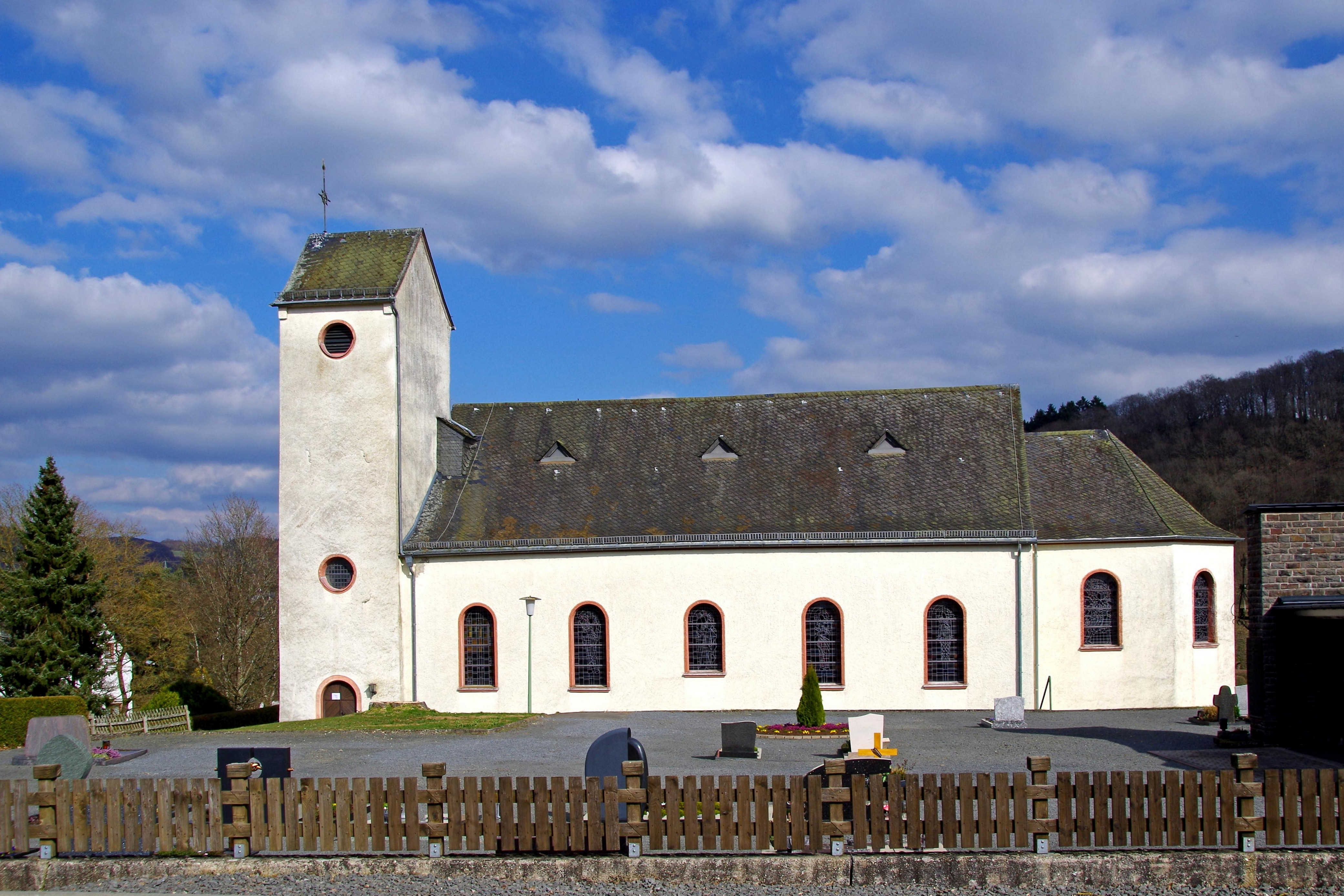
St. Margareta (Gerolstein-Lissingen)

Die Kirche St. Margareta (auch: St. Margaretha) ist die römisch-katholische Filialkirche von Lissingen (Ortsteil von Gerolstein) im Landkreis Vulkaneifel in Rheinland-Pfalz. Sie gehört zur Pfarrei St. Anna (Gerolstein) in der Pfarreiengemeinschaft Gerolsteiner Land im Bistum Trier.

## Geschichte

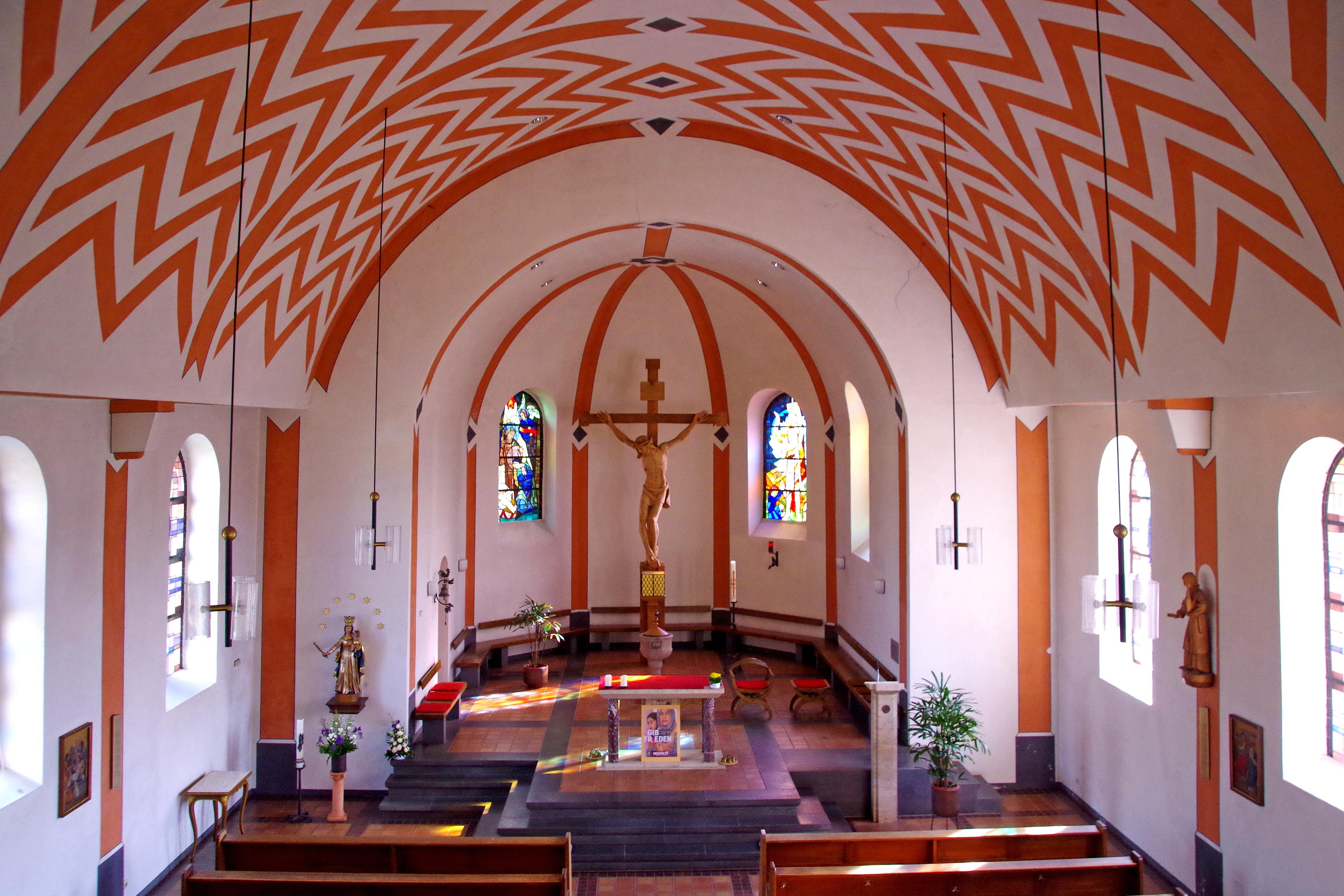
St. Margareta (Gerolstein-Lissingen)

Anstelle der baufällig gewordenen alten Kirche wurde von 1932 bis 1934 die heutige Kirche gebaut. Sie weist ein ornamental bemaltes Tonnengewölbe samt Empore auf.

## Ausstattung
Die Kirche ist mit einer Orgel ausgestattet, die sich auf der Empore befindet.